# Anisonyx nigerrimus
Anisonyx nigerrimus är en skalbaggsart som beskrevs av Schein 1959. Anisonyx nigerrimus ingår i släktet Anisonyx och familjen Melolonthidae. Inga underarter finns listade i Catalogue of Life.